# Distrito de Thionville
El distrito de Thionville es una división administrativa francesa, situada en el departamento de Mosela, de la región de Gran Este, creado a partir de la unión de los antiguos distritos de Thionville-Este y Thionville-Oeste.

## División territorial

### Cantones
Hasta 2015:
Los cantones del distrito de Thionville desde su creación en enero de 2015 hasta marzo de 2015 eran:
1. Algrange
2. Cattenom
3. Fameck
4. Florange
5. Fontoy
6. Hayange
7. Metzervisse
8. Moyeuvre-Grande
9. Sierck-les-Bains
10. Thionville-Este
11. Thionville-Oeste
12. Yutz

Actualmente: 
1. Algrange
2. Bouzonville (que abarca parte de los distritos de Thionville y Forbach-Boulay-Moselle)
3. Fameck
4. Hayange
5. Metzervisse
6. Thionville
7. Yutz

## Historia
El gobierno francés decidió en su decreto ministerial nº 2014-1721, de 29 de diciembre de 2014, suprimir los distritos de Boulay-Moselle, Château-Salins, Metz-Campiña y Thionville-Oeste, y sumarlos a los distritos de Forbach, Sarrebourg, Metz-Villa y Thionville-Este respectivamente, a fecha efectiva de 1 de enero de 2015, excepto el caso de los distritos de Château-Salins y Sarrebourg que lo fueron a fecha efectiva de 1 de enero de 2016.